# Stanislas Bormans
Stanislas Marie Bormans (Hasselt, 2 februari 1835 - Luik, 15 november 1912) was een Belgisch edelman, archivaris en hoogleraar.

## Biografie
Stanislas Bormans was een zoon van Jan-Hendrik Bormans en Maria-Ida Esselen. Zijn vader was hoogleraar aan de Rijksuniversiteit Luik, lid van de Koninklijke Academie van België en de Koninklijke Commissie voor Geschiedenis.
Hij promoveerde tot doctor in de wijsbegeerte en letteren waarna hij een academische loopbaan volbracht:
- 1857: adjunct-rijksarchivaris in Luik,
- 1873: rijksarchivaris in Namen,
- 1884: rijksarchivaris in Luik,
- 1885: inspecteur van de Universiteit Luik,
- 1886: als opvolger van Henri Pirenne, docent paleografie en diplomatiek,
- 1887: gewoon hoogleraar, doceerde 'Geschiedenis van de instellingen in de middeleeuwen en de moderne tijden'.

Hij werd lid van de Klasse der Letteren van de Koninklijke Academie van België (1874) en behoorde tot de redactie van de Biographie nationale de Belgique. Hij werd ook lid en weldra voorzitter van de Koninklijke Commissie voor Geschiedenis. In 1906 werd hij opgenomen in de Belgische erfelijke adel.
Bormans erfde van zijn vader een aanzienlijke collectie oude handschriften. Sommige schonk hij aan de Vrije Universiteit Amsterdam en aan de Koninklijke Bibliotheek van België in Brussel. Andere verkocht hij aan de Königliche Bibliothek in Berlijn.
Hij trouwde in 1864 met Victoire Francotte (1842-1886) en hertrouwde in 1887 met Anna t'Kint de Roodenbeke (1852-1908), met wie hij drie dochters en een zoon had. Hun zoon, Paul Bormans (1892-1919), die ongehuwd bleef, was de laatste mannelijke naamdrager van de familie. Met de laatste naamdraagster, Marie-Thérèse Bormans (1888-1974), doofde de familie uit.

## Publicaties (selectie)
Bormans publiceerde talrijke notities, inventarissen en artikels. Onder zijn meer omvangrijke werken - voor wat de cartularia betreft vaak samen met medeauteurs gepubliceerd, onder meer met zijn voorganger in het Naamse Rijksarchief Jules Borgnet -, zijn te vermelden:
- 'Notice d'un manuscrit intitulé: Cartulaire de Van den Berch, conservé aux Archives de l'État, à Liége', in Bulletin de la Commission royale d'Histoire 30, nr. 2, 1861, 276-318.
- Chronique de Jean des Preis, dit d'Outremeuse, Brussel, Hayez, 1864.
- Le bon métier des drapiers de la cité de Liége, Luik, Carmanne, 1866.
- Glossaire technologique du métier des drapiers, Luik, Carmanne, 1867.
- Les seigneuries allodiales du pays de Liége, Luik, Gothier, 1867.
- 'Répertoire chronologique des conclusions capitulaires du chapitre cathédral de Saint-Lambert, à Liége', in Analectes pour Servir à l'Histoire ecclésiastique de la Belgique, 6, 1869, 5-47, 206-249 en 361-419; 7, 1870, 5-48, 176-212 en 385-426; 8, 1871, 21-58 en 326-356; 9, 1872, 300-335; 10, 1873, 146-203 en 328-362; 11, 1874, 40-70 en 321-335; 12, 1875, 220-252; 13, 1876, 287-327.
- Les seigneuries féodales du pays de Liége, Luik, Vaillant-Carmanne, 1871.
- 'Inventaire chronologique des Paweilhars conservés dans les dépôts publics et les bibliothèques privées de la province de Liége', in Commission royale pour la Publication des anciennes Lois et Ordonnances de la Belgique. Procès-Verbaux des Séances 6, 1871, 65-189.
- 'Notice des cartulaires de la collégiale Saint-Denis, à Liége', in Bulletin de la Commission royale d'Histoire 42, nr. 14, 1872, 23-190.
- 'Notice d'un cartulaire du clergé secondaire de Liége', in Bulletin de la Commission royale d'Histoire 42, nr. 14, 1872, 317-370.
- Coutumes du pays de Liége, vol. 2 en 3, Brussel, Gobbaerts, 1873 en 1884.
- 'Notice d'un cartulaire de l'ancienne église collégiale et archidiaconale de Notre-Dame, à Huy', in Bulletin de la Commission royale d'Histoire 43, nr. 1, 1873, 83-150.
- Maximilien-Emmanuel de Bavière, comte de Namur, Brussel, Hayez, 1875.
- Cartulaire de la commune de Couvin, Namen, Wesmael-Charlier, 1875.
- Les fiefs du comté de Namur, 5 vol., Namen, Wesmael-Charlier, 1875-1882.
- La geste de Guillaume d'Orange. Fragments inédits du XIIIe siècle, Brussel, Olivier, 1878.
- Cartulaire des petites communes. Analyses des pièces, Namen, Wesmael-Charlier, 1878.
- 'Le magistrat de Namur. Listes des mayeurs, des échevins, des greffiers, des jurés et des élus de la ville', in Annales de la Société archéologique de Namur 14, 1879, 329-398.
- Cartulaire de la commune de Dinant, 8 vol., Namen, Wesmael-Charlier, 1880-1908.
- 'Jean Ramée, peintre liégeois', in Messager des Sciences historiques ou Archives des Arts et de la Bibliographie de Belgique, 1883, 280-299.
- Table analytique des matières contenues dans la Chronique de Jean de Stavelot, dressée par Stanislas Bormans, Brussel, Hayez, 1887.